# گودال اوداچنایا

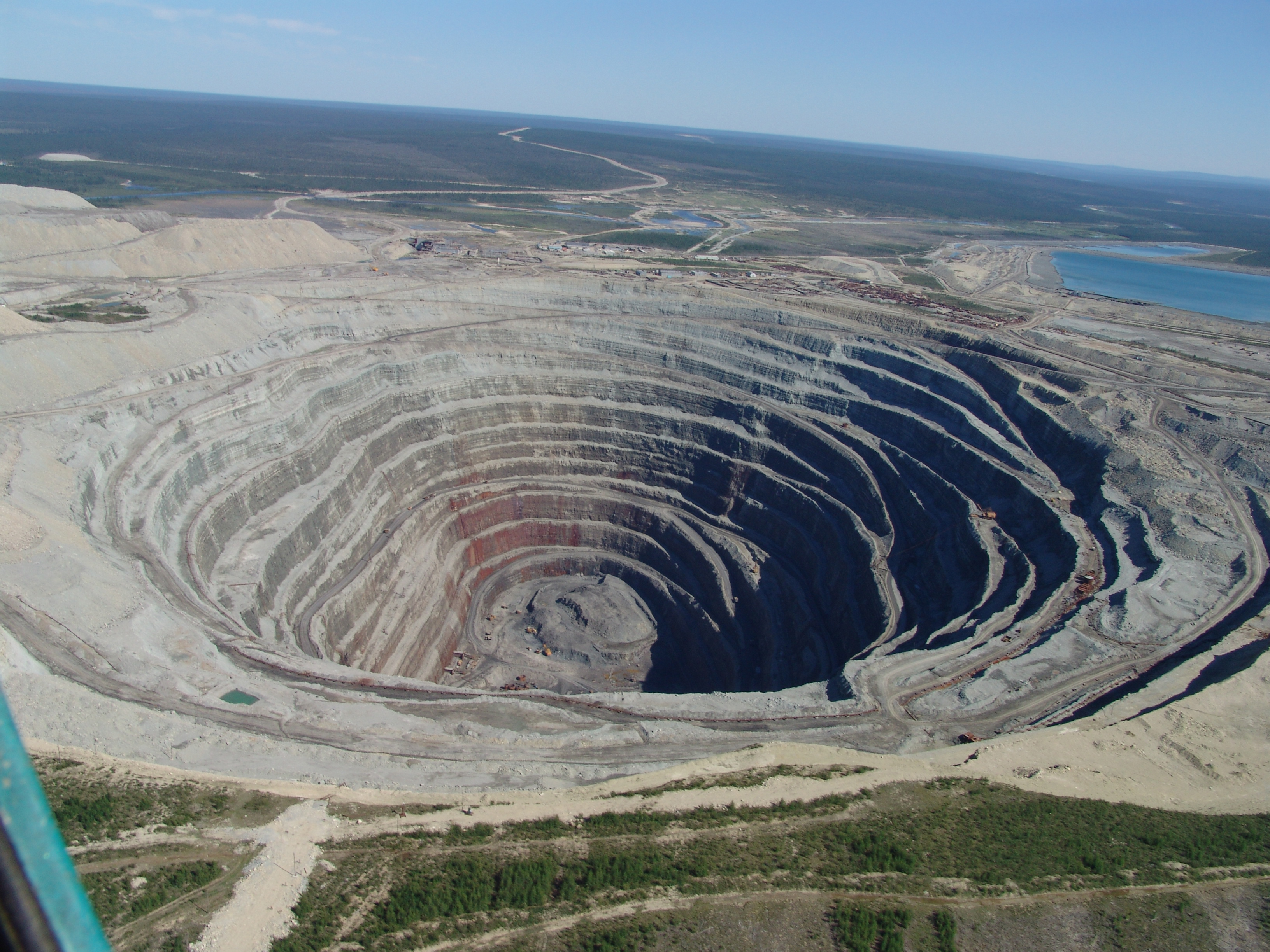
گودال اوداچنایا

گودال اوداچنایا یک معدن الماس است که در جمهوری یاقوتستان روسیه قرار دارد. عمق این گودال در حدود ۶۰۰ متر است و از نظر وسعت سومین معدن رو باز زمین است. این معدن در سال ۱۹۵۵ کشف شد و صاحبان این معدن، قصد توقف بهره‌برداری از این معدن را در سال ۲۰۱۰ داشتند. این معدن الماس، متعلق به شرکت الروسا می‌باشد.